# Stefania Dzwonkowska
Stefania Dzwonkowska (ur. 1820, zm. 1867) – działaczka patriotyczna i kobieca. 

## Życiorys
Córka ziemianina, właściciela majątku Nowy Dwór Stanisława (1779-1860) i Ludwiki z Czarnków (1881-1952). Miała dwie siostry: Annę (1813-1865) i Józefę Aleksandrę (1811-1853), żonę Erazma Dłużewskiego (1814-1856) oraz dwóch braci: Adama (1815-1885) i Władysława (1818-1880). Przyjaciółka Narcyzy Żmichowskiej, i członkini grupy Entuzjastek oraz konspiracyjnej Organizacji kierowanej przez Edwarda  Domaszewskiego a następnie Henryka Krajewskiego. Była narzeczoną zesłanego na katorgę syberyjską i rozstrzelanego za udział w powstaniu zabajkalskim Narcyza Celińskiego (1817-1866). Po jego śmierci wstąpiła do zakonu szarytek i niebawem zmarła.